# Reformierte Kirche Hausen AG

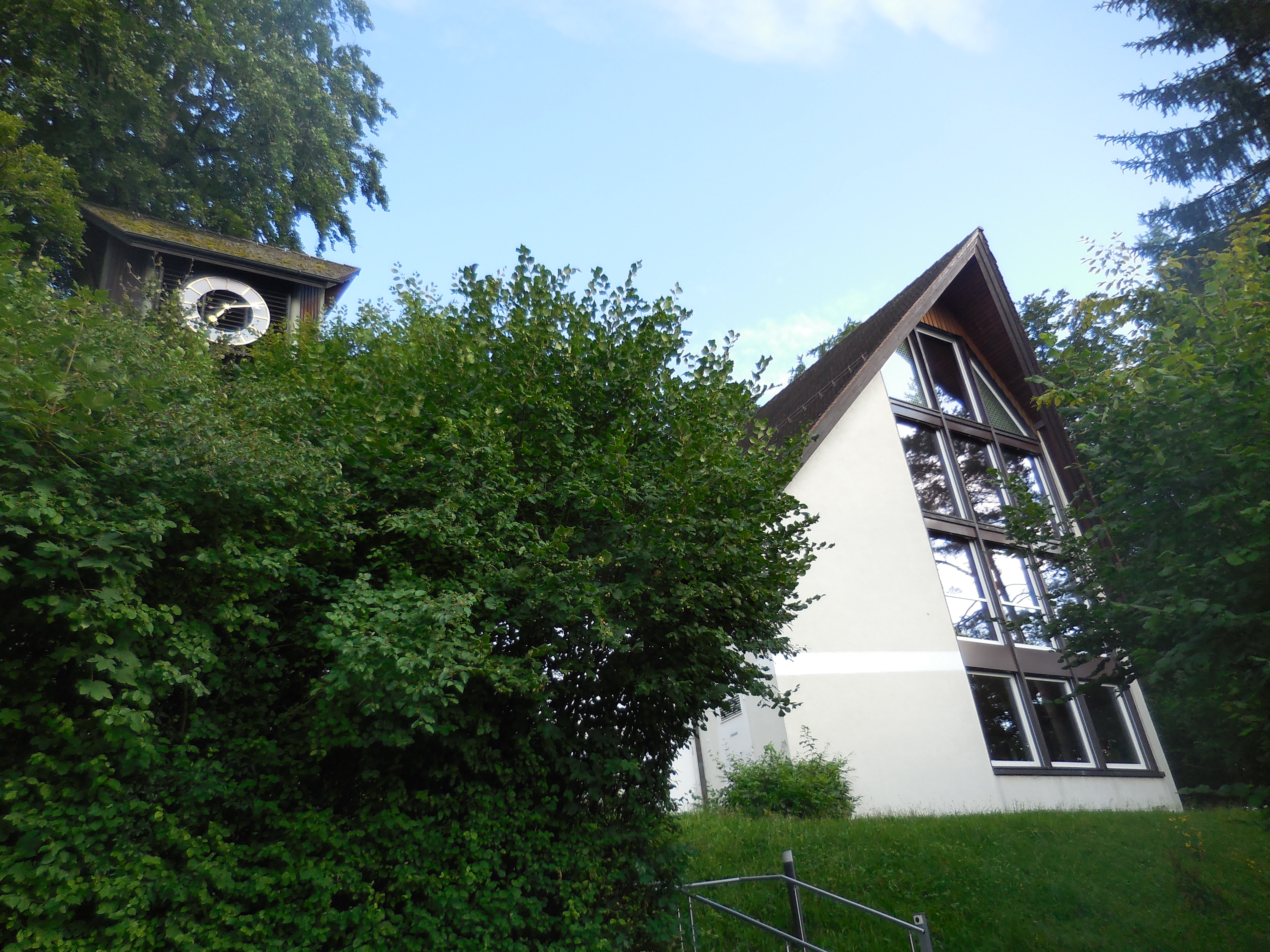
Kirche (rechts) und ‚Turm‘ (links hinter den Bäumen)

Die reformierte Kirche Hausen ist die reformierte Kirche in der Gemeinde Hausen im Schweizer Kanton Aargau. Die Kirche gehört der Kirchgemeinde Windisch und wurde 1978 nach Plänen des Architekten Paul Hintermann, Rüschlikon erbaut. Sie steht westlich des Dorfes, oberhalb am Waldrand. 

## Beschreibung

### Kirchengebäude
Das Kirchengebäude verfügt neben dem Sakralraum über weitere Räume, die für Veranstaltungen genutzt werden können. Da es am Hang steht, ist es auf der Talseite zweigeschossig. Der Kirchensaal ist mit einem steilen Satteldach gedeckt. Im Innern ist die talseitige Schmalseite fast vollständig klar verglast. Auf der Gegenseite befindet sich die hölzerne Orgelempore. Der Abendmahlstisch und ein die Kanzel ersetzendes Stehpult befinden sich ohne Abgrenzung zur Bestuhlung für die Gottesdienstbesucher wie bei einer Querkirche auf der Längsseite gegenüber dem Eingangsbereich. 

### Ausstattung
Die Inneneinrichtung wurde ebenfalls vom Architekten entworfen. Auf ihn geht auch die Idee eines Wandteppichs hinter dem Abendmahlstisch zurück, der etwa vier Meter breit und zwei Meter hoch ist und die Speisung der Fünftausend am See Genezareth darstellt, die in allen vier Evangelien des Neuen Testaments berichtet wird. Entworfen wurde er von der Zürcher Künstlerin Ruth von Fischer und angefertigt von einer ökumenischen Frauengruppe.

### Orgel
Die Orgel auf der Empore an einer Schmalseite des Kirchensaals stammt aus dem Jahr 1982 und wurde von der Firma Neidhardt & Lhôte gebaut. Sie verfügt über 14 Register auf zwei Manualen und Pedal. 1997 wurde sie einer Revision unterzogen.
| I Hauptwerk C–g³ |       |
| Prinzipal        | 8′    |
| Rohrflöte        | 8′    |
| Oktave           | 4′    |
| Sesquialter II   | 2 ⁄3′ |
| Flöte            | 2′    |
| Mixtur IV        | 1 ⁄3′ |

| II Brustwerk C–g³ |       |
| Gedackt           | 8′    |
| Spitzflöte        | 4′    |
| Principal         | 2′    |
| Quinte            | 1 ⁄3′ |
| Krummhorn         | 8′    |

| Pedal C– f′ |     |
| Subbass     | 16′ |
| Gemshorn    | 8′  |
| Trompete '  | 8′  |

- Koppeln: II/I, I/P, II/P

### Glocken

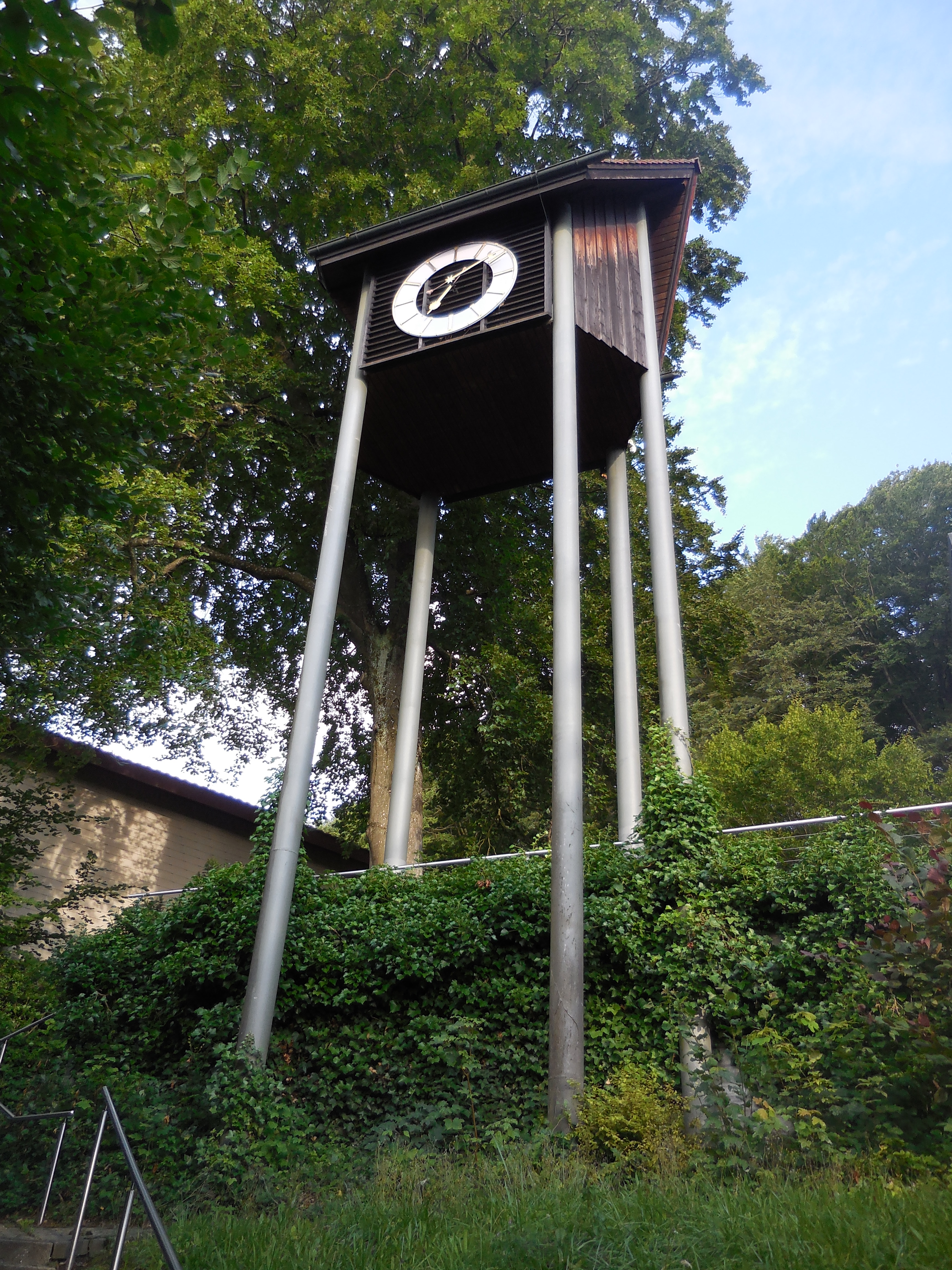
Glockenträger

Die Kirche verfügt über einen nordöstlich des Gebäudes stehenden Glockenträger (von ‚Turm‘ kann man angesichts der geringen Höhe und der Konstruktion nicht sprechen). Die holzverschalte sechseckige Glockenstube ruht auf sechs dünnen Metallsäulen; an ihrer Nordwestseite – zum Dorf hin – befindet sich das Zifferblatt einer Turmuhr. Die drei Kirchenglocken aus Bronze wurden 1978 von der Giesserei H. Rüetschi in Aarau gegossen.
| Glocke | Gewicht  | Schlagton | Inschrift                                         |
| ------ | -------- | --------- | ------------------------------------------------- |
| 1      | ≈ 515 kg | a′        | «Christ ist erstanden.»                           |
| 2      | ≈ 300 kg | c″        | «Welches ist Christi Kirche? Die sein Wort hört.» |
| 3      | ≈ 175 kg | d″        | «Ja, komm, Herr Jesu.»                            |